# Ophiocamax vitrea
Ophiocamax vitrea är en ormstjärneart som beskrevs av George Richard Lyman 1878. Ophiocamax vitrea ingår i släktet Ophiocamax och familjen knotterormstjärnor. Inga underarter finns listade i Catalogue of Life.